# August Messer
Wilhelm August Messer (* 11. Februar 1867 in Mainz; † 11. Juli 1937 in Rostock) war ein deutscher Philosoph mit dem Schwerpunkt Psychologie. Er gehörte der Würzburger Schule an, deren Vertreter Denkprozesse erforschten.

## Leben
Messer studierte ab 1885 Klassische Philologie, Geschichte und Germanistik an den Universitäten Gießen, Straßburg und Heidelberg. Er legte 1890 die Oberlehrerprüfung ab und promovierte 1893 bei Hermann Siebeck (1842–1920) in Gießen mit einer Arbeit über Thomas Hobbes. Ab 1893 arbeitete er als Lehrer, u. a. in Gießen an der Schule Hermann Schillers, dem Landgraf-Ludwigs-Gymnasium. 1899 habilitierte er sich für Philosophie und Pädagogik an der Universität Gießen. 1904 wurde er ebendort zum außerordentlichen Professor ernannt. Im Zusammenhang mit dem Modernismusstreit trat er 1905 aus der römisch-katholischen Kirche aus. Ebenso schied er aus den katholischen Studentenverbindungen VKDSt Hasso-Rhenania Gießen und KDStV Arminia Heidelberg aus, denen er seit dem Studium angehört hatte. Arminia hatte er 1887 sogar mitbegründet. 1908 bekam er einen Lehrauftrag für experimentelle Psychologie und experimentelle Pädagogik.
1910 wurde er als Nachfolger von Karl Groos ordentlicher Professor für Philosophie und Pädagogik an der Universität Gießen. In der Jugendbewegung unterstützte er aktiv die Freideutsche Jugend als Gesinnungsgemeinschaft und wandte sich gegen politische Radikalisierung, vor allem in der Revolution 1918/1919. In der Weimarer Republik engagierte er sich für die Erwachsenenbildung und die Volkshochschulen auf Basis einer modernen Pädagogik. 1932 forderte er Hitler schriftlich auf, auf seine Kandidatur als Reichspräsident zu verzichten, um eine sittliche Erneuerung Deutschlands zu ermöglichen. Nach der Machtergreifung der Nationalsozialisten wurde er 1933 aus dem Staatsdienst entlassen. Er starb auf einer Vortragsreise in Rostock.
August Messers philosophische Position wandelte sich unter Einfluss von Oswald Külpe von zunächst neukantianisch und idealistisch geprägten Auffassungen zu der eines kritischen Realisten. Unter den Werken des seinerzeit viel gelesenen Philosophen finden sich vornehmlich seine philosophiegeschichtlichen Darstellungen sowie jene zur Erkenntnistheorie und zum kritischen Realismus.

## Veröffentlichungen
Als Autor:
- August Friedwalt (Pseudonym): Katholische Studenten. Roman. Greiner & Pfeiffer, Stuttgart 1905.
- Empfindung und Denken. Quelle und Meyer, Leipzig 1908.
- Einführung in die Erkenntnistheorie. Meiner, Leipzig 1909; 3. Auflage 1927.
- Geschichte der Philosophie im Altertum und Mittelalter. Quelle und Meyer, Leipzig 1912; zuletzt: 9. Auflage 1932.
- Geschichte der Philosophie vom Beginn der Neuzeit bis zum Ende des 18. Jahrhunderts. Quelle und Meyer, Leipzig 1912; zuletzt: Geschichte der Philosophie vom Beginn der Neuzeit bis zur Aufklärungszeit. 8. Auflage 1932.
- Geschichte der Philosophie vom Beginn des 19. Jahrhunderts bis zur Gegenwart. Quelle und Meyer, Leipzig 1913; zuletzt: Geschichte der Philosophie im 19. Jahrhundert. 8. Auflage 1935.
- Die Philosophie der Gegenwart. Quelle und Meyer, Leipzig 1916; zuletzt: Die Philosophie der Gegenwart in Deutschland. 8. Auflage 1934.
- Kommentar zu Kants Kritik der reinen Vernunft. Strecker & Schröder, Stuttgart 1922.
- Der kritische Realismus. Braun, Karlsruhe 1923 (online).
- Oswald Spengler als Philosoph. Verlag von Strecker und Schröder, Stuttgart 1924 (online).
- Geschichte der Pädagogik. 3 Bände. Hirt, Breslau 1925; 2. Auflage 1930/31.
- Psychologie. Deutsche Verlagsanstalt, Stuttgart 1914; 5. Auflage 1934.
- Einführung in die Psychologie und die psychologischen Richtungen der Gegenwart. Meiner, Leipzig 1927.
- Sexualethik. Volksverband der Bücherfreunde. Wegweiser-Verlag, Berlin 1931

Als Herausgeber:
- Friedrich Nietzsche: Werke in zwei Bänden. Ausgewählt und eingeleitet von August Messer. Kröner, Leipzig 1930.
- Paul de Lagarde: Schriften für Deutschland. Kröner, Stuttgart 1933.